# 4186 Tamashima
4186 Tamashima (1977 DT1) là một tiểu hành tinh vành đai chính được phát hiện ngày 18 tháng 2 năm 1977 bởi Hiroki Kosai và Kiichiro Hurukawa ở Đài thiên văn Kiso.